# Epipedocera
Epipedocera is een kevergeslacht uit de familie van de boktorren (Cerambycidae). De wetenschappelijke naam van het geslacht werd voor het eerst geldig gepubliceerd in 1863 door Chevrolat.

## Soorten
Epipedocera omvat de volgende soorten:
- Epipedocera abdominalis Pascoe, 1869
- Epipedocera acaciae Gardner, 1939
- Epipedocera affinis Chevrolat, 1863
- Epipedocera asperata Gressitt & Rondon, 1970
- Epipedocera assamensis Gardner, 1926
- Epipedocera atra Pic, 1937
- Epipedocera atritarsis Pic, 1922
- Epipedocera cabigasiana Vives, 2005
- Epipedocera chakhata Gardner, 1939
- Epipedocera cruentata (Pascoe, 1858)
- Epipedocera effusa Holzschuh, 1999
- Epipedocera gracilenta Holzschuh, 1999
- Epipedocera guerryi Pic, 1903
- Epipedocera hardwickii (White, 1855)
- Epipedocera hoffmanni Gressitt, 1940
- Epipedocera laticollis Gahan, 1906
- Epipedocera leucaspis Pascoe, 1886
- Epipedocera limata Holzschuh, 1991
- Epipedocera lugens Holzschuh, 1990
- Epipedocera lunata (Newman, 1842)
- Epipedocera mindanaona Vives, 2011
- Epipedocera perelegans Vollenhoven, 1871
- Epipedocera rollei Pic, 1910
- Epipedocera rufipennis Pic, 1922
- Epipedocera subatra Gressitt & Rondon, 1970
- Epipedocera subnitida Pic, 1943
- Epipedocera subundulata Gressitt & Rondon, 1970
- Epipedocera vitalisi Pic, 1922
- Epipedocera vitiosa Holzschuh, 2009
- Epipedocera zona Chevrolat, 1863